# Helminthotheca
 Helminthotheca  Zinn, 1757 è un genere di piante angiosperme dicotiledoni della famiglia delle Asteraceae.

## Etimologia
Il nome scientifico del genere è stato definito dal botanico Johann Gottfried Zinn (1727-1759) nella pubblicazione " Catalogus Plantarum Horti Academici et Agri Gottingensis. Gottingae (Göttingen) " (Cat. Pl. Gott. 430) del 1757 .

## Descrizione

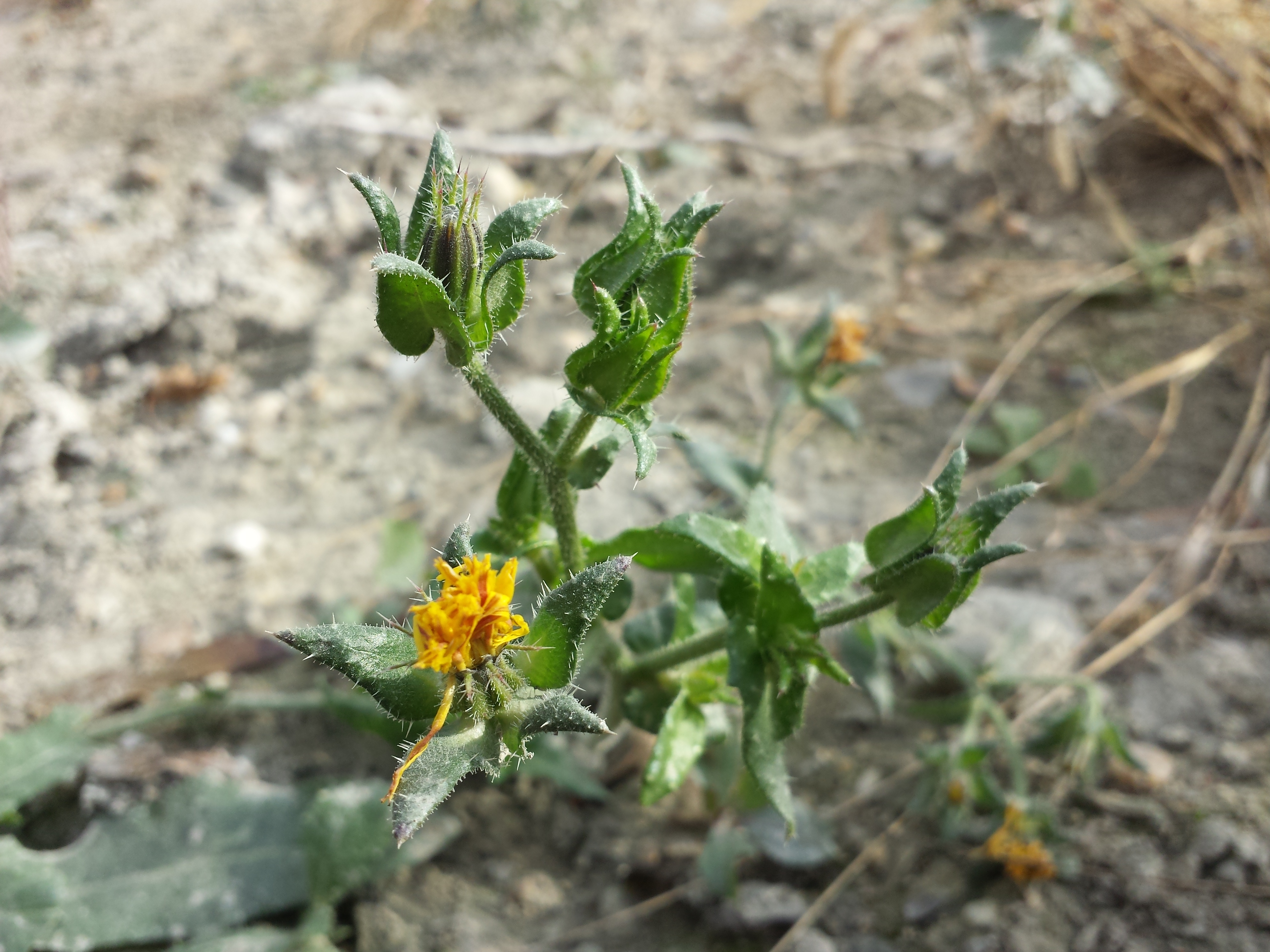
Il portamento
Helminthotheca echioides

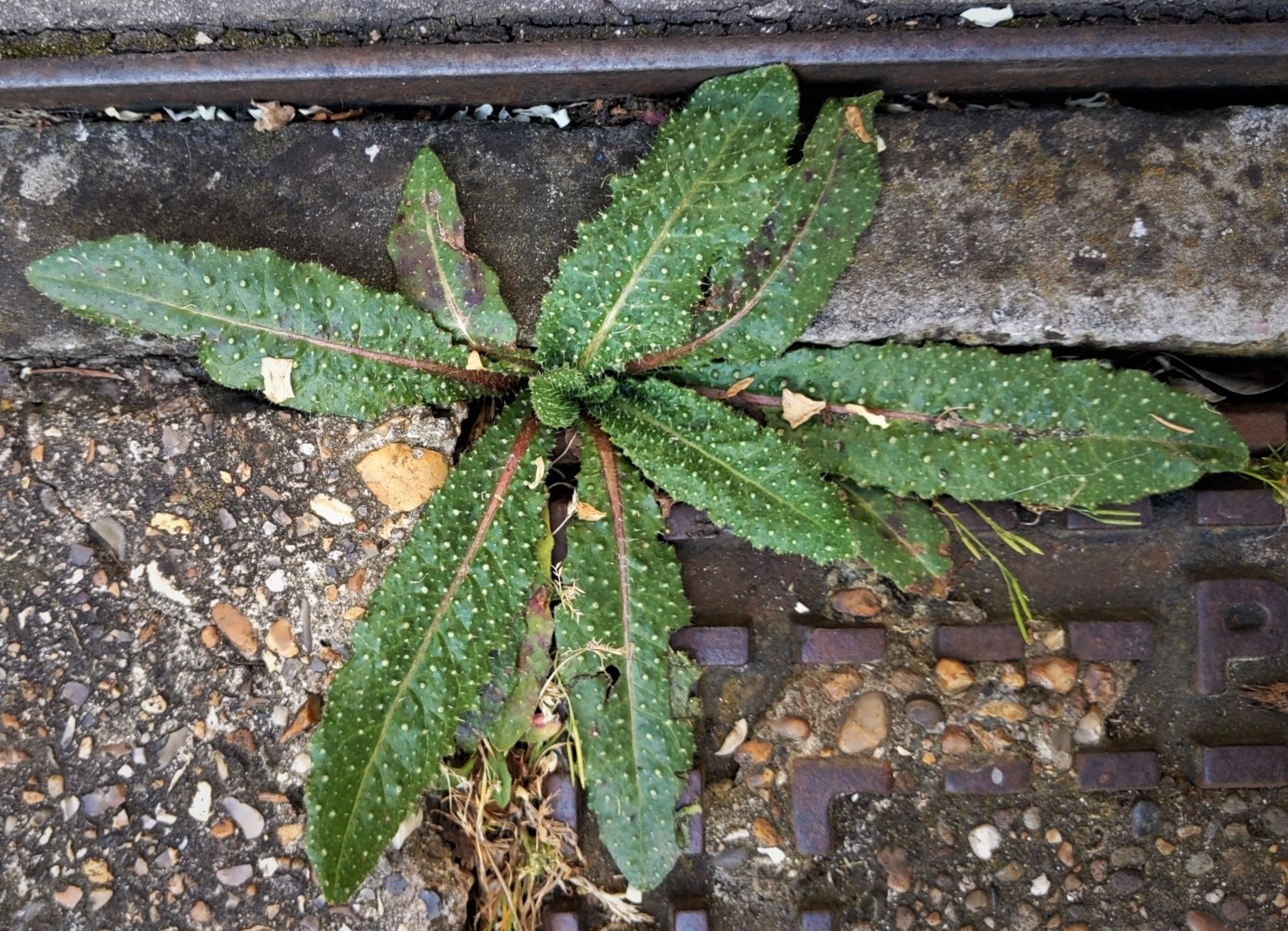
Le foglie
Helminthotheca echioides

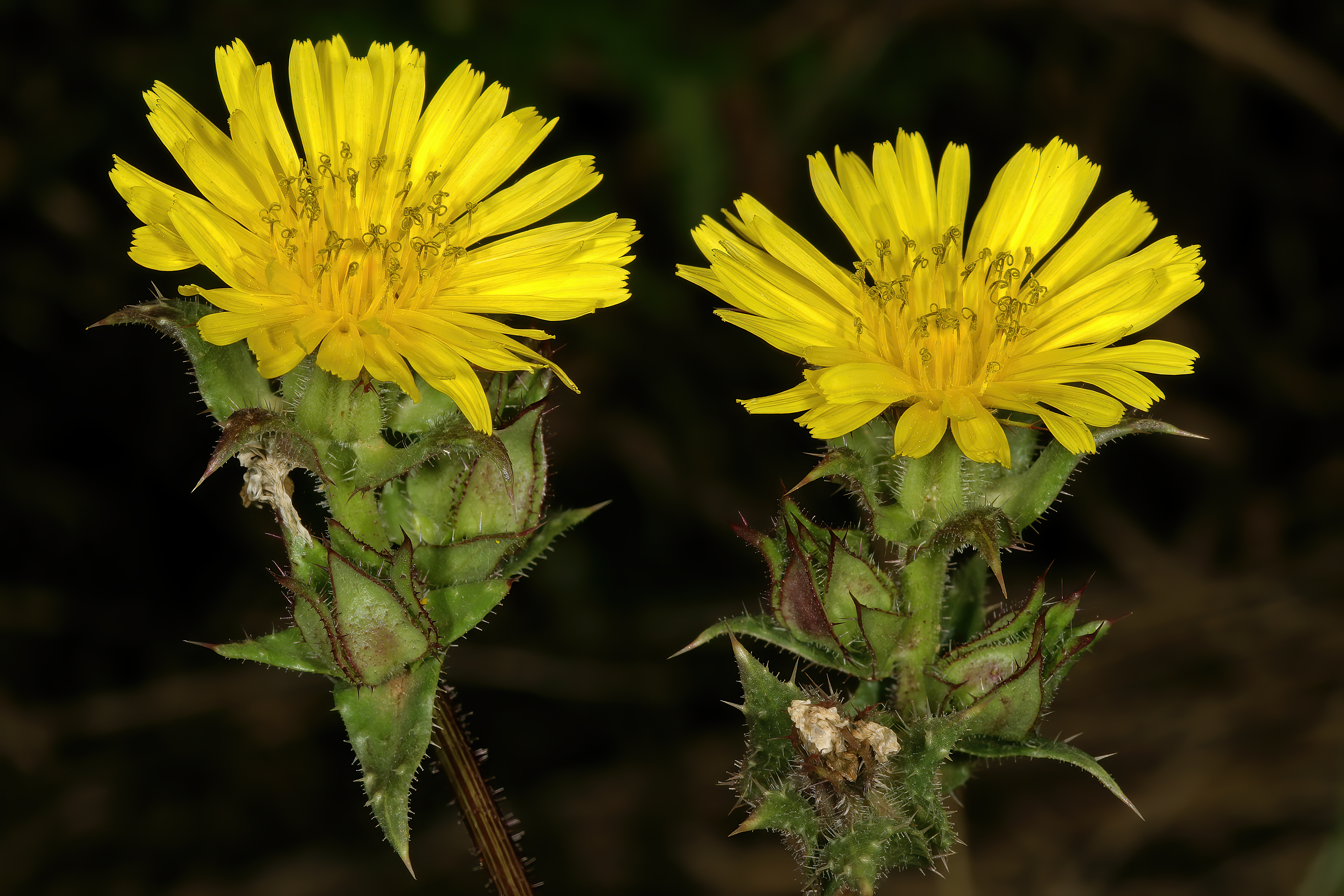
Infiorescenza
Helminthotheca echioides

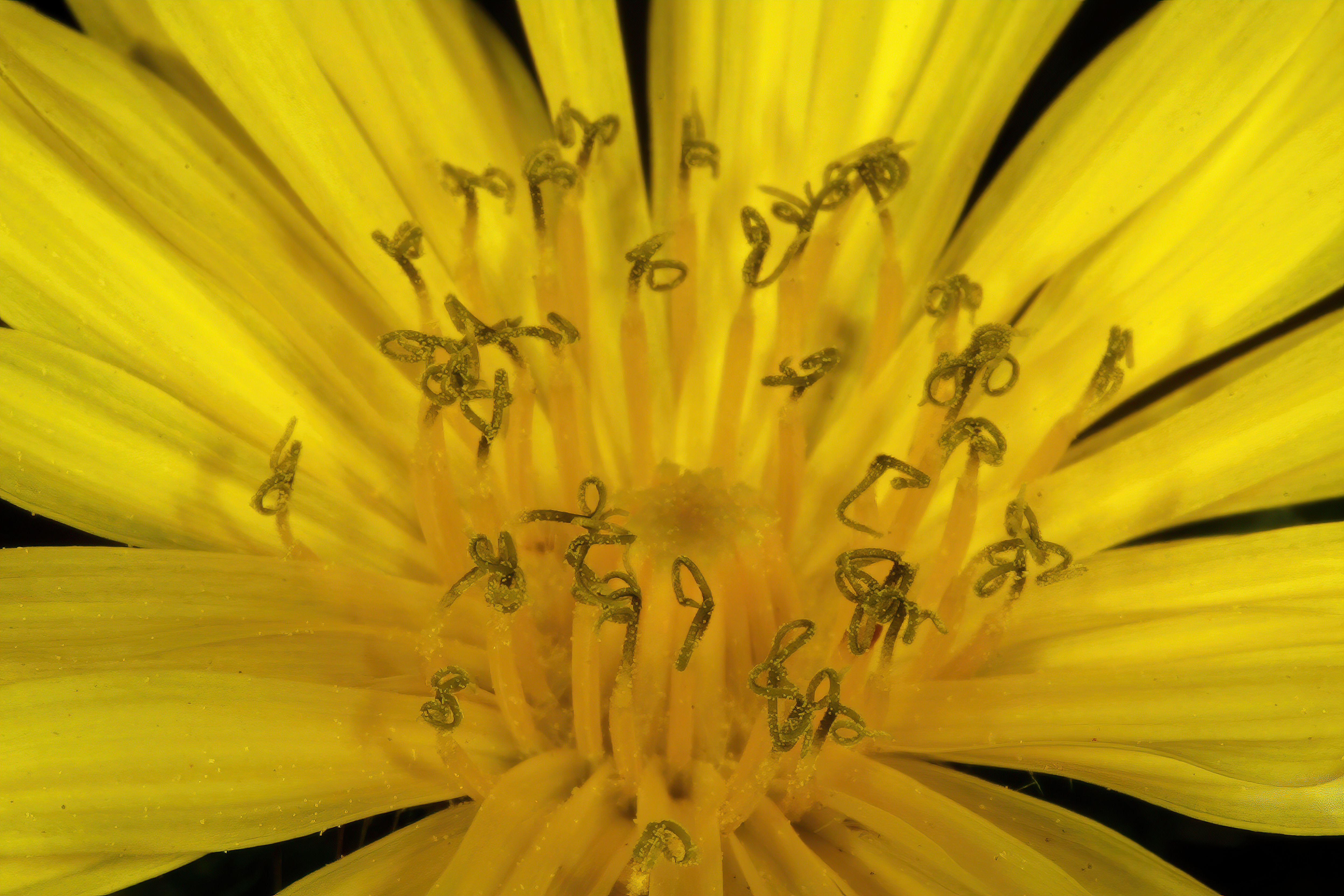
I fiori
Helminthotheca echioides

Habitus. Le specie di questo genere, con cicli biologici annuali e perenni, sono piante non molto alte con fusti in genere eretti e ascendenti. Tutte le specie del gruppo sono provviste di latice. Le piante sono provviste di peli rigidi a forma di ancora.
Fusto. Gli scapi fiorali possono essere cavi e più o meno afilli; possono originare direttamente dal rizoma. In alcuni casi i fusti sono ramificati. Le radici in genere sono di tipo fittonante.
Foglie. Sono presenti sia foglie delle rosette basali che cauline con disposizione alterna. Le lamine sono intere o dentate oppure profondamente incise. In maggioranza sono ricoperte da peli ispidi e irsuti.
Infiorescenza. L'infiorescenza è composta da uno o più capolini terminali. I capolini, solamente di tipo ligulifloro, sono formati da un involucro composto da diverse brattee (o squame) all'interno delle quali un ricettacolo fa da base ai fiori ligulati. L'involucro ha una forma più o meno cilindrica ed è formato da due (o più) serie di brattee. Le brattee esterne hanno delle forme da ovate a cordate; quelle interne sono lanceolate. Il ricettacolo, alla base dei fiori, è nudo.
Fiori. I fiori, tutti ligulati, sono tetra-ciclici (ossia sono presenti 4 verticilli: calice – corolla – androceo – gineceo) e pentameri (ogni verticillo ha in genere 5 elementi). I fiori sono ermafroditi, fertili e zigomorfi.
- Formula fiorale:

*/x K {\displaystyle \infty }, [C (5), A (5)], G 2 (infero), achenio
- Calice: i sepali del calice sono ridotti ad una coroncina di squame.
- Corolla: le corolle sono formate da un tubo ed una ligula terminante con 5 denti; il colore è giallo.
- Androceo: gli stami sono 5 con filamenti liberi e distinti, mentre le antere sono saldate in un manicotto (o tubo) circondante lo stilo.[12] Le antere alla base sono acute. Il polline è tricolporato.[13]
- Gineceo: lo stilo è filiforme. Gli stigmi dello stilo sono due divergenti e ricurvi con la superficie stigmatica posizionata internamente (vicino alla base).[14] L'ovario è infero uniloculare formato da 2 carpelli.

Frutti. I frutti sono degli acheni con pappo. Gli acheni, talvolta eteromorfici, sono provvisti di un lungo becco. Il pappo è formato da setole piumose con pinnule rigide.

## Biologia
- Impollinazione: l'impollinazione avviene tramite insetti (impollinazione entomogama tramite farfalle diurne e notturne).
- Riproduzione: la fecondazione avviene fondamentalmente tramite l'impollinazione dei fiori (vedi sopra).
- Dispersione: i semi (gli acheni) cadendo a terra sono successivamente dispersi soprattutto da insetti tipo formiche (disseminazione mirmecoria). In questo tipo di piante avviene anche un altro tipo di dispersione: zoocoria. Infatti gli uncini delle brattee dell'involucro si agganciano ai peli degli animali di passaggio disperdendo così anche su lunghe distanze i semi della pianta.

## Distribuzione e habitat
Le specie di questo gruppo sono relative alla regione mediterranea (Europa, Asia mediterranea e Africa settentrionale). Il NordAfrica occidentale con le sue catene montuose del Medio Atlante e la sua estensione settentrionale del "Rif" si è rivelata come l'area ancestrale del genere.

## Tassonomia
La famiglia di appartenenza di questa voce (Asteraceae o Compositae, nomen conservandum) probabilmente originaria del Sud America, è la più numerosa del mondo vegetale, comprende oltre 23.000 specie distribuite su 1.535 generi, oppure 22.750 specie e 1.530 generi secondo altre fonti (una delle checklist più aggiornata elenca fino a 1.679 generi). La famiglia attualmente (2021) è divisa in 16 sottofamiglie.

### Filogenesi
Il genere di questa voce appartiene alla sottotribù Hypochaeridinae della tribù Cichorieae (unica tribù della sottofamiglia Cichorioideae). In base ai dati filogenetici la sottofamiglia Cichorioideae è il terz'ultimo gruppo che si è separato dal nucleo delle Asteraceae (gli ultimi due sono Corymbioideae e Asteroideae). La sottotribù Hypochaeridinae fa parte del "quarto" clade della tribù; in questo clade è posizionata nel "core" del gruppo , vicina alle sottotribù Crepidinae e Chondrillinae.
I seguenti caratteri sono distintivi per la sottotribù:
- l'indumento delle piante è formato da peli grossolani;
- le setole del pappo hanno delle sporgenze laterali rigide costituite da un'unica cellula tubolare gigante.

Il nucleo della sottotribù Hypochaeridinae è l'alleanza Hypochaeris-Leontodon/Picris e formano (insieme ad altri generi minori) un "gruppo fratello". Rispetto a precedenti raggruppamenti delle Hypochaeridinae, diversi generi sono stati esclusi dalla circoscrizione rivista sulla base di recenti analisi filogenetiche molecolari. Il gruppo attualmente si presenta monofiletico (a parte l'enigmatica Prenanthes purpurea attualmente descritta nelle Lactucinae). Il genere di questa voce, nell'ambito della sottostribù occupa una posizione politomica (tricotomia) nel "core" del gruppo insieme al genere Leontodon (sezione Thrincia) e Picris al quale risulta strettamente legato (entrambi i generi hanno un "indumentum" di, oltre a peli semplici e raramente ramificati, peli peculiari uncinati a 2 - 4 forche, simili ad una ancora; il ricettacolo è inoltre nudo; infine i fusti sono generalmente ramificati e frondosi). Helminthotheca si distingue comunque da Picris per la presenza di 5 brattee esterne uniseriate con forme allargate da ovate a cordate.
I caratteri distintivi per le specie di questo genere sono:
- sulle piante sono presenti peli a forma di ancora;
- le brattee dell'involucro sono disposte su due o più serie;
- le brattee esterne dell'involucro sono ben cordate;
- l'achenio è provvisto di un lungo becco portante un ombrello di peli patenti.

Il numero cromosomico della specie è: 2n = 10 (specie diploidi e tetraploidi).

### Elenco delle specie
Questo genere ha 5 specie:
- Helminthotheca aculeata (Vahl) Lack
- Helminthotheca balansae  (Coss. & Durieu) Lack
- Helminthotheca comosa  (Boiss.) Holub
- Helminthotheca echioides  (L.) Holub
- Helminthotheca glomerata  (Pomel) Greuter

### Specie della flora italiana
Elenco delle specie presenti nella flora spontanea italiana:
- Il ciclo biologico è perenne; i peduncoli dei capolini si ingrossano alla fruttificazione;

Helminthotheca aculeata (Vahl) Lack, 1975 - Aspraggine pungente: l'altezza massima della pianta è di 1,8 - 5 dm; il ciclo biologico è perenne; la forma biologica è emicriptofita scaposa (H scap); il tipo corologico è Ovest Mediterraneo; l'habitat tipico sono gli incolti aridi; in Italia è una specie poco comune e si trova al Sud fino ad una quota di 1.200 m s.l.m..
- Il ciclo biologico è annuo (o bienne); i peduncoli dei capolini sono cilindrici;

Helminthotheca echioides  (L.) Holub, 1973 - Aspraggine volgare: l'altezza massima della pianta è di 3 - 9 dm; il ciclo biologico è annuo; la forma biologica è terofita scaposa (T scap); il tipo corologico è Euri Mediterraneo; l'habitat tipico sono le siepi, i bordi delle vie, i pascoli aridi, le aree ruderali e gli incolti; in Italia è una specie comune e si trova in tutto il territorio fino ad una quota di 1.300 m s.l.m..

### Specie della zona alpina
Solamente la specie H. echinoides vive sull'arco alpino. La tabella seguente mette in evidenza alcuni dati relativi all'habitat, al substrato e alla distribuzione delle specie alpine.
| Specie | Comunità vegetali | Piani vegetazionali | Substrato | pH     | Livello trofico | H2O   | Ambiente | Zona alpina                             |
| --- | ----------------- | ------------------- | --------- | ------ | --------------- | ----- | -------- | --------------------------------------- |
| Helminthotheca echioides | 2                 | montano collinare   | Ca - Si   | neutro | alto            | medio | B1 B2    | tutto l'arco alpino (con discontinuità) |
| Legenda e note alla tabella. Substrato: con “Ca/Si” si intendono rocce di carattere intermedio (calcari silicei e simili). Zona alpina: vengono prese in considerazione solo le zone alpine del territorio italiano (sono indicate le sigle delle province). Comunità vegetali: 2 = comunità terofitiche pioniere nitrofile Ambienti: B1 = campi, colture e incolti; B2 = ambienti ruderali, scarpate |                   |                     |           |        |                 |       |          |                                         |

### Sinonimi
Sono elencati alcuni sinonimi per questa entità:
- Crenamum Adans.
- Helminthia  DC.
- Hieraciastrum  Heist. ex Fabr.
- Vigineixia  Pomel